# Ministerio del Poder Popular para las Obras Públicas y Vivienda
El Ministerio del Poder Popular para las Obras Públicas y Vivienda (MOPVI), era un ministerio de Venezuela. En el junio de 2010 el gobierno de Venezuela disolvió el MOPVI y creó el Ministerio del Poder Popular para Transporte y Comunicaciones y el Ministerio del Poder Popular para Vivienda y Hábitat. De enero de 2007 a marzo de 2009, el nombre del ministerio era Ministerio del Poder Popular para la Infraestructura. Anteriormente el ministerio era Ministerio para la Infraestructura de Venezuela (MINFRA).

## Ministros
| Ministros de Obras Públicas y Vivienda de Venezuela |                    |             |             |
| Orden                                               | Nombre             | Período     | Presidente  |
| 1                                                   | Luis Reyes Reyes   | 1999        | Hugo Chávez |
| 2                                                   | Julio Montes       | 1999        | Hugo Chávez |
| 3                                                   | Alberto Esqueda    | 1999 - 2001 | Hugo Chávez |
| 4                                                   | Liliana Verenzuela | 2001 - 2002 | Hugo Chávez |
| 5                                                   | Diosdado Cabello   | 2002 - 2003 | Hugo Chávez |
| 6                                                   | Ramón Carrizales   | 2003 - 2006 | Hugo Chávez |
| 7                                                   | José David Cabello | 2006 - 2008 | Hugo Chávez |
| 8                                                   | Isidro Rondón      | 2008        | Hugo Chávez |
| 9                                                   | Diosdado Cabello   | 2008 - 2010 | Hugo Chávez |